# Plumularia paucinoda
Plumularia paucinoda är en nässeldjursart som beskrevs av Nutting 1900. Plumularia paucinoda ingår i släktet Plumularia och familjen Plumulariidae. Inga underarter finns listade i Catalogue of Life.